# Andriej Moch
Andriej Władimirowicz Moch (ros. Андрей Владимирович Мох, ur. 20 października 1965 w Tomsku) – rosyjski piłkarz grający na pozycji środkowego obrońcy. W swojej karierze rozegrał 1 mecz w reprezentacji Rosji.

## Kariera klubowa
Swoją karierę piłkarską Moch rozpoczął w klubie CSKA Moskwa. W 1984 roku zadebiutował w pierwszym zespole w Wysszej Lidze. W sezonie 1984 spadł z CSKA do Pierwej Ligi. W 1986 roku wywalczył jej mistrzostwo, a w 1987 roku odszedł do Karpat Lwów. W 1988 roku ponownie grał w CSKA. W 1989 roku odszedł do Dynama Moskwa, w którym grał do połowy 1991 roku. W 1991 roku został piłkarzem Spartaka Moskwa, z którym wywalczył mistrzostwo Związku Radzieckiego.
Na początku 1992 roku Moch przeszedł do RCD Espanyol. W Primera División zadebiutował 8 lutego 1992 roku w przegranym 0:1 wyjazdowym meczu z Realem Oviedo. W sezonie 1993/1994 spadł z Espanyolem do Segunda División.
Latem 1993 roku Moch odszedł z Espanyolu do drugoligowego CD Toledo. Grał w nim przez trzy lata. W 1996 roku został piłkarzem pierwszoligowego Hérculesa Alicante. Swój debiut w nim zaliczył 14 września 1996 w zremisowanym 1:1 domowym meczu z Realem Oviedo. W sezonie 1996/1997 spadł z Hérculesem do Segunda División. W sezonie 1997/1998 grał w CD Leganés, w którym zakończył karierę.
| Sezon   | Klub           | Kraj      | Rozgrywki        | Mecze | Gole |
| ------- | -------------- | --------- | ---------------- | ----- | ---- |
| 1984    | CSKA Moskwa    | ZSRR      | Wysszaja Liga    | 12    | 0    |
| 1985    | CSKA Moskwa    | ZSRR      | Pierwaja Liga    | 21    | 5    |
| 1986    | CSKA Moskwa    | ZSRR      | Pierwaja Liga    | 23    | 6    |
| 1987    | Karpaty Lwów   | ZSRR      | Pierwaja Liga    | 20    | 2    |
| 1988    | CSKA Moskwa    | ZSRR      | Pierwaja Liga    | 33    | 4    |
| 1989    | CSKA Moskwa    | ZSRR      | Wysszaja Liga    | 22    | 0    |
| 1990    | CSKA Moskwa    | ZSRR      | Wysszaja Liga    | 18    | 2    |
| 1991    | CSKA Moskwa    | ZSRR      | Wysszaja Liga    | 6     | 0    |
| 1991    | Spartak Moskwa | ZSRR      | Wysszaja Liga    | 20    | 1    |
| 1991/92 | RCD Espanyol   | Hiszpania | Primera División | 21    | 1    |
| 1992/93 | RCD Espanyol   | Hiszpania | Primera División | 34    | 0    |
| 1993/94 | CD Toledo      | Hiszpania | Segunda División | 22    | 0    |
| 1994/95 | CD Toledo      | Hiszpania | Segunda División | 35    | 0    |
| 1995/96 | CD Toledo      | Hiszpania | Segunda División | 34    | 3    |
| 1996/97 | Hércules CF    | Hiszpania | Primera División | 18    | 0    |
| 1997/98 | CD Leganés     | Hiszpania | Segunda División | 35    | 0    |

## Kariera reprezentacyjna
W reprezentacji Związku Radzieckiego Moch zadebiutował 21 listopada 1990 roku w zremisowanym 0:0 towarzyskim meczu ze Stanami Zjednoczonymi. W kadrze ZSRR rozegrał 2 mecze, oba w 1990 roku.
W reprezentacji Rosji Moch zadebiutował 24 marca 1993 roku w zremisowanym 2:2 towarzyskim meczu z Izraelem, rozegranym w Hajfie. Był to jego jedyny mecz w kadrze Rosji.